# American Idiot
| Recensione    | Giudizio |
| ------------- | -------- |
| AllMusic      |          |
| Rolling Stone |          |
| The Guardian  |          |

American Idiot è il settimo album in studio del gruppo musicale statunitense Green Day, pubblicato il 21 settembre 2004 dalla Reprise Records.
In occasione dei Grammy Awards 2005 ha vinto un Grammy Award al miglior album rock. Inoltre la rivista Rolling Stone lo ha inserito alla 225ª posizione nella lista dei 500 migliori album di sempre.

## Descrizione
Si tratta del primo concept album e prima opera rock del gruppo. È ispirato principalmente a Tommy degli Who e Zen Arcade degli Hüsker Dü.
I brani di punta del disco sono Boulevard of Broken Dreams, la ballata Wake Me Up When September Ends, Holiday e il singolo omonimo American Idiot. Il lavoro passa alla storia come l'album dei Green Day con il maggior successo di vendite dopo Dookie (1994), che vendette oltre 15 milioni di copie. Oltre a conquistare la vetta delle classifiche l'album ha riscosso un notevole apprezzamento da parte della critica e del pubblico (maggiormente giovanile), aumentando la popolarità della band a livello internazionale.
Il 25 ottobre 2024, per i 20 anni di American Idiot, è uscita un'edizione deluxe celebrativa contenente 15 demo inedite, 15 tracce dal vivo registrate all'Irving Plaza, 9 altre registrazioni dal vivo inedite e 14 canzoni precedentemente disponibili solamente come B-side e bonus track.

## Tematiche
Una delle tematiche dell'album è l'attacco rivolto all'"idiota americano". Il gruppo critica il "paranoico stile di vita americano dove tutto passa dai media che trasmettono ciò che vogliono far credere alla gente", nonché il vero American Idiot, che "sta là fuori, seduto sul divano assorbendo ciò che i mass media offrono". Tra i bersagli polemici dei Green Day c'è il presidente degli Stati Uniti George W. Bush, definito "l'idiota americano" e accusato di aver provocato una guerra, quella in Iraq, inutile, causando migliaia di morti. Si polemizza anche verso la politica di molti presidenti (nella canzone Holiday).
L'altro tema trattato nell'album è quello di un ragazzo ribelle (nel brano Jesus of Suburbia) che si sente perso e solo. Irato con il mondo intero, desidera fare quel che vuole ed essere libero, così scappa di casa, ma allo stesso tempo è molto confuso e cade nella trappola dell'alcolismo e della droga, arrivando al punto di non sapere cosa fare della propria vita e a meditare il suicidio. Dopo aver provato la dura vita in strada, alla fine, aiutato da una ragazza di cui si è innamorato, cerca di capire in cosa crede, per cosa si batte e cosa vuole veramente da se stesso.

### Trama del concept album
La storia inizia con le canzoni American Idiot e Jesus of Suburbia: il protagonista, Jimmy (che viene definito "Jesus of Suburbia", Gesù di Periferia), è un ragazzo qualunque, che attraverso queste due canzoni dice quello che non gli sta bene e cosa non vuole essere, dice ciò da cui vuole scappare, cioè il mondo bieco e oscuro della periferia in cui vive, da cui, come è detto alla fine di Jesus of Suburbia, scappa, per trasferirsi nella grande città.
In Holiday è descritta la sua voglia frenetica di fare confusione, di "essere diverso dalle grandi bugie", e di non interessarsi del mondo. Boulevard of Broken Dreams descrive il suo stato d'animo dopo l'ennesima sbornia, quando si rende conto che rifiutando i problemi e nascondendosi dietro la scusa del disgusto verso la società che vuole plasmarlo si ritroverà sempre da solo.
Are We the Waiting parla della sua crisi di identità e della sua alienazione, del suo desiderio di essere accettato dal mondo ma soprattutto per accettarsi, come evidenziato dalla strofa Siamo noi l'attesa? Cosa si aspettano gli altri da me?. St. Jimmy è il personaggio che sblocca la situazione: una persona con molta più esperienza di Jimmy gli fa conoscere ciò che lui non aveva mai provato, il segreto del successo di St. Jimmy: la droga (Give Me Novacaine).
Successivamente Jimmy incontra una ragazza affacciata a un balcone in un vicolo della grande città; lei è una ragazza diversa da tutte le altre, una ribelle (She's a Rebel), che ha i suoi stessi pensieri riguardo al mondo. Jimmy se ne innamora e si rende conto che è davvero una "ragazza straordinaria" (Extraordinary Girl). In quest'ultima canzone, come evidenziato nel libretto incluso della confezione del CD, si vedono i primi dubbi e problemi che sorgono tra Jimmy e la sua ragazza. Un giorno Jimmy torna ancora una volta drogato e ubriaco dalla ragazza di cui non si sa il nome e il giorno dopo viene lasciato con una lettera (Letterbomb), nella quale c'è scritto: "Tu non sei il Gesù della periferia e St. Jimmy è un'invenzione della rabbia di tuo padre e dell'amore di tua madre". Infatti in realtà St. Jimmy non è mai esistito, era un prodotto della crisi di identità di Jimmy, che aveva creato questo alter ego per, appunto, accettarsi e rapportarsi col mondo. Quindi Jimmy si ritrova di nuovo in solitudine, a riflettere sull'inutilità delle chimere che ha creato per se stesso come St. Jimmy. Si sente sperduto come in Boulevard of Broken Dreams, con la differenza che la canzone che descrive il suo stato d'animo ora è Wake Me Up When September Ends; infatti vorrebbe addormentarsi e svegliarsi senza ricordare nulla delle sue sofferenze. Infine, dopo la "morte di St. Jimmy" (il definitivo abbandono dell'altra parte di sé), decide di tornare a casa (Homecoming) dalla madre, che era sempre rimasta ad aspettarlo.
Il finale però è aperto, in quanto non viene mostrato se Jimmy torna effettivamente da sua madre o meno (come affermato dai Green Day stessi nell'intervista per VH1 Storytellers). Alla fine della sua storia, nonché del disco, Jimmy si rende conto di non aver ottenuto niente dall'esperienza nella grande città, tranne che altra sofferenza, e tutto ciò che gli rimane è il ricordo della ragazza di cui si è innamorato perdutamente, che ha perso, e della quale non ricorda nemmeno il nome (Whatsername).

## Singoli
- American Idiot

Primo singolo dell'album, con contenuti polemici verso il presidente degli Stati Uniti d'America George W. Bush e la sua politica, i media e l'alienazione che, a detta del gruppo, sarebbe imperante nel paese. Il titolo è assonante con American Idol, un famoso reality musicale statunitense.
- Boulevard of Broken Dreams

Secondo singolo dell'album, si piazza subito al numero 1 nelle classifiche mondiali. Il brano racconta la confusione psicologica del ragazzo (Jimmy) che si sente solo e perso; a volte spera che qualcuno lo trovi e lo aiuti ad affrontare la situazione, mentre è convinto di non saperla affrontare da solo. Il relativo video musicale ha conquistato sette degli otto premi ai quali era stato candidato degli MTV Video Music Awards 2005 tenuti a Miami il 28 agosto.
- Holiday

Terzo singolo dell'album, canzone contro la guerra che critica i politici in maniera molto esplicita.
- Wake Me Up When September Ends

Quarto singolo dell'album. Si tratta di una ballata (in stile Good Riddance) dalla durata di oltre 4 minuti, scritta da Billie Joe Armstrong in memoria di suo padre che morì di cancro quando aveva solo 10 anni.
Secondo alcune interpretazioni, la canzone è anche una riflessione su quello che è accaduto l'11 settembre 2001 in America. Il relativo videoclip (della durata di circa 7 minuti), tratta il tema dalla guerra e ciò che essa provoca: soltanto dolore e dispiacere. Questo è stato interpretato da Jamie Bell e Evan Rachel Wood e diretto da Samuel Bayer, autore di tutti i video estratti da American Idiot.
- Jesus of Suburbia

Quinto singolo dell'album, si tratta di una suite della durata di circa nove minuti. Il video è stato tuttavia censurato a causa di alcune scene "forti", che non sono state ritenute adatte al pubblico più piccolo; perciò dalla TV viene trasmessa una versione ridotta da 6 o 9 minuti, mentre quella estesa (14 minuti) è disponibile unicamente online. Il video ha come protagonista l'attore statunitense Lou Taylor Pucci che, nei panni del Gesù di periferia, tra alcool, droghe e una madre disinteressata, fa di tutto per potersene andare dalla "città dei dannati" nella quale vive. Jesus of Suburbia è più che un semplice personaggio, è l'alter ego di Billie Joe Armstrong. Infatti la "city of the damned" è niente meno che Berkeley.
- St. Jimmy (Live)

Nell'ottobre 2005 è stata diffusa una versione dal vivo del brano in occasione del lancio dell'album dal vivo Bullet in a Bible.

## Premi e progetti
Con American Idiot i Green Day si sono aggiudicati moltissimi premi durante tutto il 2005, fra i più prestigiosi ed importanti sono:
- il Grammy Award alla registrazione dell'anno del 2006 per Boulevard of Broken Dreams[36]
- la nomina di best album all'MTV Music Award
- il premio American Music Award come best pop-rock album
- il premio Billboard come best Billboard 200 album group

Alla fine del 2005 è stato lanciato un documentario live, intitolato Bullet in a Bible, in una doppia confezione contenente anche il CD.
Dall'album è stato tratto un musical che ha debuttato a Broadway il 20 aprile 2010 presso il St. James Theatre.

## Tracce
Testi di Billie Joe Armstrong, musiche dei Green Day, eccetto dove indicato.
1. American Idiot – 2:57
2. Jesus of Suburbia – 9:07
3. Holiday – 3:52
4. Boulevard of Broken Dreams – 4:20
5. Are We the Waiting – 2:42
6. St. Jimmy – 2:55
7. Give Me Novacaine – 3:25
8. She's a Rebel – 2:05
9. Extraordinary Girl – 3:33
10. Letterbomb – 4:06
11. Wake Me Up When September Ends – 4:45
12. Homecoming – 9:18
13. Whatsername – 4:12

- Esiste una edizione speciale con un libretto contenente 52 pagine a colori. In più una special edition contenente un bonus DVD con i video ed i making of di "Holiday" e "Boulevard of Broken Dreams"

## Formazione
Hanno partecipato alle registrazioni, secondo le note dell'album:
Gruppo
- Billie Joe Armstrong – voce, chitarra
- Mike Dirnt – basso, voce
- Tré Cool – batteria, voce

Altri musicisti
- Rob Cavallo – pianoforte
- Jason Freese – sassofono
- Kathleen Hanna – voce aggiuntiva (traccia 10)

Produzione
- Rob Cavallo, Green Day – produzione
- Doug McKean – ingegneria del suono
- Brian "Dr. Vibb" Vibberts – assistenza ingegneria
- Greg "Stimie" Burns – assistenza ingegneria
- Jimmy Hoyson – assistenza ingegneria
- Joe Brown – assistenza ingegneria
- Chris Dugan – assistenza ingegneria
- Reto Peter – assistenza ingegneria
- Chris Lord-Alge – missaggio
- Dmitar "Dim-E" Krnjaic – assistenza missaggio
- Ted Jensen – mastering

## Successo commerciale
American Idiot è diventato il primo album dei Green Day a raggiungere la vetta della classifica statunitense, vendendo 267 000 copie durante la prima settimana nei negozi, il loro miglior esordio di sempre. L'album ha venduto circa tre milioni e mezzo di copie in pochi mesi e risulta al quarto posto come album più venduto del 2005. American Idiot è rimasto nella top ten della Billboard 200 a un anno dalla sua pubblicazione, con una permanenza in classifica di 101 settimane. L'album è stato certificato sei volte disco di platino dalla Recording Industry Association of America. Ha inoltre debuttato al primo posto della Official Albums Chart britannica, vendendo 89.385 unità nella prima settimana.
Secondo dati aggiornati al 2014, American Idiot ha venduto oltre sei milioni di copie negli Stati Uniti d'America, rendendolo il secondo maggior successo del gruppo dietro Dookie. In tutto il mondo ha venduto circa 16 milioni di copie.

## Classifiche

### Classifiche settimanali
| Classifica (2004-05) | Posizione massima |
| -------------------- | ----------------- |
| Australia            | 1                 |
| Austria              | 1                 |
| Belgio (Fiandre)     | 6                 |
| Belgio (Vallonia)    | 8                 |
| Canada               | 1                 |
| Danimarca            | 4                 |
| Europa               | 1                 |
| Finlandia            | 2                 |
| Francia              | 4                 |
| Germania             | 3                 |
| Giappone             | 3                 |
| Grecia               | 2                 |
| Irlanda              | 1                 |
| Italia               | 5                 |
| Messico              | 7                 |
| Norvegia             | 1                 |
| Nuova Zelanda        | 2                 |
| Paesi Bassi          | 4                 |
| Portogallo           | 15                |
| Regno Unito          | 1                 |
| Spagna               | 22                |
| Stati Uniti          | 1                 |
| Svezia               | 1                 |
| Svizzera             | 1                 |

### Classifiche di fine anno
| Classifica (2005) | Posizione |
| ----------------- | --------- |
| Australia         | 6         |
| Austria           | 1         |
| Belgio (Fiandre)  | 19        |
| Belgio (Vallonia) | 22        |
| Francia           | 18        |
| Germania          | 3         |
| Irlanda           | 10        |
| Italia            | 13        |
| Nuova Zelanda     | 12        |
| Paesi Bassi       | 30        |
| Regno Unito       | 16        |
| Stati Uniti       | 3         |
| Svezia            | 8         |
| Svizzera          | 3         |

### Classifiche di fine decennio
| Classifica (2000–2009) | Posizione |
| ---------------------- | --------- |
| Stati Uniti            | 30        |